# Lingua rohingya
La lingua rohingya, o lingua ruáingga, è un dialetto della lingua chittagong bengalese parlata dai Rohingya dello stato Rakhine, in Myanmar.

## Scrittura

### Alfabeto arabo
Scritti in alfabeto arabo, i primi testi in lingua Rohingya hanno più di 200 anni. Mentre l'Arakan era sotto il dominio britannico (1826-1948), i Rohingya utilizzarono principalmente l'inglese e l'urdu per i testi scritti. Dall'indipendenza, avvenuta nel 1948, il Birmano è stato utilizzato per tutti i documenti ufficiali. A partire dai primi anni sessanta, gli studiosi Rohingya hanno iniziato a sentire il bisogno di un alfabeto costruito apposta per la loro lingua.
Nel 1975 fu sviluppato un sistema di scrittura che si basava sull'alfabeto arabo; altri studiosi preferirono utilizzare l'alfabeto Urdu per sopperire ad alcune mancanze di quello arabo, e comunque molti civili lamentarono la grande difficoltà di questo nuovo metodo di scrittura.
Oggi ci sono ancora sforzi per creare un codice di scrittura Rohingya basato sull'alfabeto Arabo (anche perché questo è ora più compreso dalla popolazione) con delle lettere aggiuntive.

### Alfabeto hanifi
Molana Hanif ed i suoi colleghi hanno sviluppato un nuovo set di caratteri orientati da destra a sinistra e basati principalmente sulla scrittura araba, con alcuni prestiti dall'alfabeto romano e birmano. Questo apporto è stato un miglioramento ed è stato apprezzato dagli studiosi islamici dei Rohingya, che lo utilizzano per studiare in arabo e urdu. Tuttavia, il nuovo script è stata criticato perché i caratteri sono molto simili tra loro, e richiedono tempo per memorizzarli e un'attenzione molto elevata nella scrittura per evitare confusione. Nonostante queste critiche, la scrittura hanifi è attualmente in uso e uno standard Unicode è in fase di sviluppo.

### Alfabeto latino
| A a | B b | C c | Ç ç | D d | E e | F f |
| G g | H h | I i | J j | K k | L l | M m |
| N n | Ñ ñ | O o | P p | Q q | R r | S s |
| T t | U u | V v | W w | X x | Y y | Z z |

## Fonologia

### Consonanti
Il rohingya ha i seguenti 25 fonemi consonantici nativi. Ci sono altri fonemi consonantici che sono però di origine straniera, infatti provengono dall'arabo, dal bengalese, dal birmano e dall'urdu.
|               | Bilabiale | Labio- dentale | Dentale/ Alveolare | Retroflessa | Palatale | Velare | Glottale |
| ------------- | --------- | -------------- | ------------------ | ----------- | -------- | ------ | -------- |
| Occlusiva     | p b       |                | t̪ d̪                | ʈ ɖ         | ɟ        | k ɡ    | ʔ        |
| Nasale        | m         |                | n                  |             | ɲ        | ŋ      |          |
| Fricativa     |           | f              | s z                |             | ʃ        | x      | h        |
| Vibrante      |           |                | ɾ                  | ɽ           |          |        |          |
| Approssimante | w         |                |                    |             | j        |        |          |
| Laterale      |           |                | l                  |             |          |        |          |

### Vocali
Ci sono sei vocali e vari dittonghi in lingua Rohingya. Indicano il contatto tra la "o" aperta (ɔ) e la "o" chiusa (o) utilizzando le diverse grafie o/ó e ou/òu.
|            | Palatale | Velare |
| ---------- | -------- | ------ |
| Chiusa     | i        | u      |
| Semichiusa | e        | o      |
| Semiaperta | e        | ɔ      |
| Aperta     | a        | a      |